# Karel Aleksander Lotarinški
Karel Aleksander Lotarinški in Barski, cesarski feldmaršal, guverner na Avstrijskem Nizozemskem, * 12. december 1712, Lunéville, † 4. julij 1780, Tervuren, blizu Bruslja.
Karel Aleksander je bil brat Franca Štefana Lotarinškega in svak Marije Terezije.